# Джамбулатов, Ханибек
Ханибек Джамбулатов (1898 год, Шаульдер, Туркестанский край, Российская империя — дата и место смерти не известны) — колхозник, чабан, Герой Социалистического Труда (1949).

## Биография
Происходит из рода кулшыгаш племени конырат. Родился в 1898 году в ауле Шаульдер. С раннего детства занимался батрачеством. В 1928 году вступил в колхоз «Сюткентский» Южно-Казахстанской области. Работал чабаном. В 1965 году был назначен старшим чабаном. 
В 1948 году вырастил в среднем по 132 ягнёнка от каждой сотни овцематок. Указом Президиума Верховного Совета СССР от 1 декабря 1949 года «за получение высокой продуктивности животноводства в 1948 году» удостоен звания Героя Социалистического Труда с вручением ордена Ленина и золотой медали «Серп и Молот».
В 1965 году вышел на пенсию.
Награды
- Герой Социалистического Труда
- Орден Ленина (1949).